# Hambleden
Hambleden è un piccolo villaggio e comune all'interno del distretto di Wycombe, nella parte meridionale del Buckinghamshire, in Inghilterra, situato a quattro miglia ad ovest di Marlow e tre miglia a nord-est di Henley-on-Thames, nell´Oxfordshire.
La località è amministrata dal Consiglio Parrocchiale di Hambleden, composto da dodici membri di cui due di diritto, ossia i rappresentanti nei consigli distrettuale e provinciale, e guidato da un Capogruppo, un Vicecapogruppo e un Cancelliere.